# Srčna moč
Srčna moč (znanstveno ime Potentilla erecta) trajnica iz družine rožnic (Rosaceae).

## Opis
V višino srčna moč doseže med 10 in 30 cm. Ima močno odebeljeno koreniko, iz katere poganja med 20 in 25 pokončnih stebel, na vrhu katerih rastlina razvije posamičen cvet, ki v premeru doseže med 7 in 11 mm. Cvet ima rumen venec in čašo s štirimi zunanjimi čašnimi listi, ki so na vrhu priostreni. Venčni listi so precej večji od čašnih. Cveti od maja do konca avgusta. Prašniki so rumeni, dolgi med 3 in 6 mm.
Listi so dlanasto deljeni na tri nazobčane suličaste lističe.
Srčna moč je razširjena na zakisanih travnikih, v gozdovih in na šotnih tleh Evrope in Azije.

## Uporaba
Korenika je grenka in ni užitna, v preteklosti pa so jo uporabljali za barvanje usnja na rdeče.
V ljudskem zdravilstvu so se pripravki iz korenike srčne moči uporabljali proti želodčnemu in črevesnemu katarju. Čaj so uporabljali za čiščenje krvi, pa tudi proti protinu, revmi in sladkorni bolezni ter za zravljenje akutne driske. Pri vnetju mandeljnov, ustne in žrelne votline se čaj uporablja za spiranje in grgranje. Na enak način se čaj uporablja pri krvavečih dlesnih in razjedah v ustih. Pri ekcemih, lišajih, kožnih čirih ter za pospeševanje celjenja ran se uporablja mazilo iz korenike.
Koreniko se za zdravilstvo nabira spomladi ali jeseni. Nato se na hitro posuši in stre v prah, ki se nato uporabi za čaj ali mazilo.
Korenika je tudi ena glavnih sestavin nemške grenčice, imenovane Blutwurz.